# Kilkenny (Minnesota)
Pour les articles homonymes, voir Kilkenny (homonymie).
Kilkenny est une ville américaine située dans le comté de Le Sueur, dans le Minnesota. Selon le recensement de 2010, sa population est de 134 habitants.